# 朱友壎

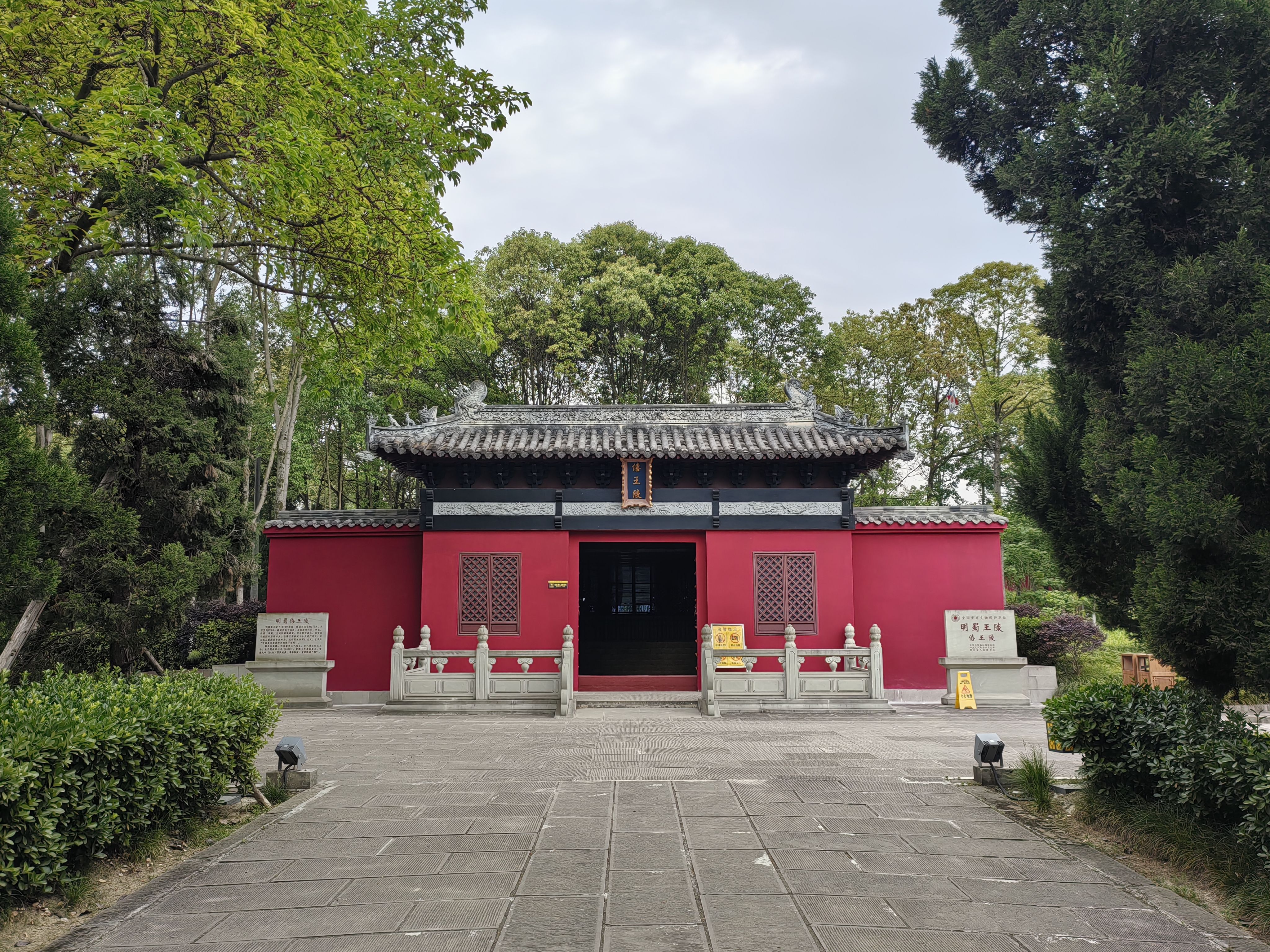
明蜀僖王陵

蜀僖王朱友壎（1409年3月5日—1434年7月26日）（《弇山堂別集》及蜀僖王壙志均作朱友壎，明史誤作朱友），明朝第三代蜀王，追封莊王朱悅燫的嫡第三子，獻王朱椿嫡第三孫，母正妃劉氏，王妃趙氏。

## 生平
他在永乐二十二年（1424年）受封羅江王，娶妃趙氏。宣德七年（1432年），因其兄朱友堉无嗣而终，朱友壎晉封蜀王。他在位兩年。宣德九年（1434年）朱友壎去世，無子。依据「兄終弟及」的原則，本应由其二叔华阳悼隐王朱悦燿之子华阳王朱友堚继承蜀王爵位，但因为朱悦燿生前行为不端，且已经被明仁宗往湖南澧州，其家族事实上失去袭封蜀王的资格:2。故在他逝世一年後，朱友壎的五叔保寧王朱悅𤉎嗣位。宣德十年（1435年），朱友壎葬于今成都市龙泉驿区，其陵寝已于1978年被发现。